# Alexandr Rylejev
Alexandr Nikolajevič Rylejev (rusky Александр Николаевич Рылеев, 1778 – 28. května 1840) byl ruský generál v době napoleonských válek.

## Životopis
Pocházel z Kazaně. Dne 24. května 1794 se připojil ke gardě Preobraženského pluku. V roce 1795 se stal seržantem. V roce 1796 byl převelen k husarskému pluku.
V roce 1805 bojoval za Rusko v bitvě u Slavkova, kde si zranil paži. V roce 1806 se stal plukovníkem. Roku 1808 se stal podplukovníkem pavlogradských husarů. V lednu 1812 byl poslán na jih Ukrajiny.
V bitvě u Brestu byl zraněn a byl načas propuštěn z armády. V červnu 1813 se vrátil a bojoval po boku hraběte Michaila Semjonoviče Voroncova. Téhož roku byl povýšen do hodnosti generálmajora a od von Blüchera osobně obdržel Řád červené orlice.
Po skončení napoleonských válek se stal předsedou vojenského soudu v Petrohradu. V posledních letech žil v Saratově, kde zemřel.